# Perforación rotatoria
La perforación rotatoria es un proceso de trabajo de metales en caliente para formar tubos sin costura de paredes gruesas. Hay dos tipos: el proceso de Mannesmann, inventado en la década de 1880, y el proceso de Stiefel, desarrollado dos décadas después.

## Proceso Mannesmann
Una pieza de trabajo cilíndrica calentada se alimenta entre dos rodillos cónicos convexos, que giran en la misma dirección. Los rodillos suelen estar torcidos 6° con respecto al paralelo con el eje del tocho. Los rodillos están en lados opuestos del tocho y la superficie de sus secciones transversales más grandes están separadas por una distancia ligeramente menor que el diámetro exterior (OD) del tocho original. La carga impartida por los rodillos comprime el material y la inclinación de 6° proporciona tanto rotación como traslación al tocho. La fricción entre los rodillos y el tocho es intencionadamente alta y, en ocasiones, aumenta mediante el uso de rodillos moleteados. Esta fricción establece tensiones que varían radialmente a través del tocho, con las tensiones más altas en la superficie exterior y el eje central. La tensión excede el límite elástico del tocho y hace que se propaguen fisuras circunferenciales en varios radios cerca de la superficie exterior, y que se forme un vacío longitudinal central en el eje. Se coloca un mandril cónico en el interior y a poca distancia del inicio del vacío central. Este mandril fuerza el material hacia afuera y lo comprime contra la parte posterior de los rodillos cónicos. Esta carga de compresión fusiona las fisuras circunferenciales y establece los valores iniciales del diámetro interno y externo. Luego, el tubo formado se enfría y se puede trabajar en frío para refinar los diámetros y lograr los límites elásticos deseados.
Las fábricas Mannesmann pueden producir tubos de hasta 300 mm (12 pulgadas) de diámetro.

## Proceso de Stiefel
El proceso de Stiefel es muy similar al proceso de Mannesmann, excepto que los rodillos convexos se reemplazan por grandes discos cónicos. Esto permite formar tubos más grandes.